# Santa Cruz Warriors
Santa Cruz Warriors (en español: Guerreros de Santa Cruz) es un equipo de baloncesto estadounidense que juegan en la NBA Development League, la Liga de Desarrollo auspiciada por la NBA. Tienen su sede en la localidad de Santa Cruz, California. El equipo se fundó en el año 1995, compitiendo en la desaparecida IBA, una liga menor que funcionaba en el norte de los Estados Unidos y el oeste de Canadá. Desde el año 2006 forman parte de la D-League.

## Historia

### IBA
Durante 6 temporadas, desde su fundación hasta el año 2001, los Wizards compitieron en la liga menor IBA, competición desaparecida precisamente el año que el equipo dejó de competir en ella. En esa temporada de despedida, se hicieron con su primer título de campeón.

### CBA
La IBA no pudo sobrevivir precisamente por el empuje de la veterana competición de la CBA, y algunos equipos dieron el salto a esta competición, entre ellos los Wizards. Allí compitieron entre los años 2001 y 2006, ganando en dos ocasiones el anillo de campeón, y pudiéndolo hacer una tercera en su último año de competición, cayendo derrotados por los Sioux Falls Skyforce en la final.

### NBA D-League
El 6 de abril de 2006, los Wizards anuncian su incorporación a la NBA Development League, por un periodo inicial de dos años. Los equipos de la NBA con los que consiguen afiliaciones son Memphis Grizzlies y los Washington Wizards. Son los actuales campeones, al derrotar en la final a los Colorado 14ers en la prórroga por 129-121.

## Trayectoria
| Temporada                             | Liga                                  | División                              | Puesto                                | Victorias | Derrotas | Pct. | Playoffs |
| ------------------------------------- | ------------------------------------- | ------------------------------------- | ------------------------------------- | --------- | -------- | ---- | --- |
| Dakota Wizards                        |                                       |                                       |                                       |           |          |      | |
| 1995–96                               | IBA                                   |                                       | 5º                                    | 7         | 17       | .292 | |
| 1996–97                               | IBA                                   |                                       | 2º                                    | 17        | 13       | .567 | Gana Semifinales (Magic City) 2-1 Pierde final IBA (Black Hills) 2-1                                                                |
| 1997–98                               | IBA                                   | Oeste                                 | 3º                                    | 14        | 20       | .412 | |
| 1998–99                               | IBA                                   | Oeste                                 | 5º                                    | 12        | 22       | .353 | |
| 1999–2000                             | IBA                                   | Oeste                                 | 1º                                    | 30        | 6        | .833 | Gana Semifinales División (Winnipeg) 2-0 Pierde Finales División (Magic City) 3-1                                                   |
| 2000–01                               | IBA                                   | Oeste                                 | 1º                                    | 30        | 10       | .750 | Gana Semifinales División (Magic City) 2-0 Gana Final División (Saskatchewan) 2-0 Gana Final IBA (Des Moines) 3-2                   |
| 2001–02                               | CBA                                   | National                              | 1º                                    | 26        | 14       | .650 | Gana Semifinales (Fargo-Moorhead) 3-0 Gana Final CBA (Rockford) 116-109                                                             |
| 2002–03                               | CBA                                   | National                              | 1º                                    | 31        | 17       | .646 | Pierde Semifinales (Yakima) 3-1 |
| 2003–04                               | CBA                                   |                                       | 1º                                    | 34        | 14       | .708 | Gana Semifinales (Rockford) 3-1 Gana Final CBA (Idaho) 132-129                                                                      |
| 2004–05                               | CBA                                   | Oeste                                 | 1º                                    | 32        | 16       | .667 | Pierde Semifinales (Sioux Falls) 3-2                                                                                                |
| 2005–06                               | CBA                                   | Oeste                                 | 4º                                    | 19        | 29       | .396 | |
| 2006–07                               | D-League                              | Este                                  | 1º                                    | 33        | 17       | .660 | Gana Final División (Sioux Falls) 115-113 Gana Final D-League (Colorado) 129-121 (OT)                                               |
| 2007–08                               | D-League                              | Central                               | 1º                                    | 29        | 21       | .580 | Pierde 1.ª Ronda (Sioux Falls) 101-89                                                                                               |
| 2008–09                               | D-League                              | Central                               | 2º                                    | 27        | 23       | .540 | Gana 1.ª Ronda (Iowa) 114-109 Pierde Semifinales (Utah) 103-93                                                                      |
| 2009–10                               | D-League                              | Este                                  | 3º                                    | 29        | 21       | .580 | Pierde 1.ª Ronda (Austin) 2-1 |
| 2010–11                               | D-League                              | Este                                  | 4º                                    | 19        | 31       | .380 | |
| 2011–12                               | D-League                              | Este                                  | 2º                                    | 29        | 21       | .580 | Pierde 1.ª Ronda (Bakersfield) 2-0                                                                                                  |
| Santa Cruz Warriors                   |                                       |                                       |                                       |           |          |      | |
| 2012–13                               | D-League                              | Oeste                                 | 2º                                    | 32        | 18       | .640 | Gana 1.ª Ronda (Fort Wayne Mad Ants) 2-0 Gana Semifinales (Austin Toros) 2-0 Pierde Finales D-League (Rio Grande Valley Vipers) 0-2 |
| 2013–14                               | D-League                              | Western                               | 6º                                    | 29        | 21       | .580 | Gana 1.ª Ronda (Los Angeles) 2–0 Gana Semifinales (Rio Grande Valley) 2–1 Pierde Finales D-League(Fort Wayne) 2–0                   |
| 2014–15                               | D-League                              | Western                               | 1º                                    | 35        | 15       | .700 | Gana 1.ª Ronda (Oklahoma City) 2–0 Gana Semifinales (Austin) 2–1 Gana Finales D-League (Fort Wayne) 2–0                             |
| 2015–16                               | D-League                              | Western                               | 5º                                    | 19        | 31       | .380 | |
| 2016–17                               | D-League                              | Pacific                               | 2º                                    | 31        | 19       | .620 | Pierde 1.ª Ronda (Oklahoma City) 1–2                                                                                                |
| 2017–18                               | G League                              | Pacific                               | 3º                                    | 23        | 27       | .460 | |
| 2018–19                               | G League                              | Pacific                               | 1º                                    | 34        | 16       | .680 | Gana Semifinal Conf.(Oklahoma City) 117–102 Pierde Final Conf. (Rio Grande Valley) 125–144                                          |
| 2019–20                               | G League                              | Pacific                               | 2º                                    | 21        | 21       | .500 | Cancelada debido a la pandemia de COVID-19                                                                                          |
| 2020–21                               | G League                              |                                       | 2º                                    | 11        | 4        | .733 | Gana Cuartos de final (Rio Grande Valley) 110–81 Pierde Semifinal (Lakeland) 96–108                                                 |
| 2021–22                               | G League                              | Western                               | 6º                                    | 15        | 17       | .469 | Pierde Cuartos de final (South Bay) 123–134                                                                                         |
| 2022–23                               | G League                              | Western                               | 7º                                    | 18        | 14       | .563 | |
| 2023–24                               | G League                              | Western                               | 4º                                    | 20        | 14       | .588 | Gana Cuartos de final (Salt Lake City) 113–111 Pierde Semifinal (Stockton) 109–112                                                  |
| Temporada regular IBA                 | Temporada regular IBA                 | Temporada regular IBA                 | Temporada regular IBA                 | 110       | 88       | .556 | 1995–2001 |
| Temporada regular CBA                 | Temporada regular CBA                 | Temporada regular CBA                 | Temporada regular CBA                 | 142       | 90       | .612 | 2001–2006 |
| Temporada regular D/G League          | Temporada regular D/G League          | Temporada regular D/G League          | Temporada regular D/G League          | 439       | 334      | .568 | 2006–presente |
| Temporada regular Dakota Wizards      | Temporada regular Dakota Wizards      | Temporada regular Dakota Wizards      | Temporada regular Dakota Wizards      | 418       | 322      | .565 | 1995–2012 |
| Temporada regular Santa Cruz Warriors | Temporada regular Santa Cruz Warriors | Temporada regular Santa Cruz Warriors | Temporada regular Santa Cruz Warriors | 288       | 217      | .570 | 2012–presente |
| Temporada regular                     | Temporada regular                     | Temporada regular                     | Temporada regular                     | 706       | 539      | .567 | 1995–presente |
| Playoffs Dakota Wizards               | Playoffs Dakota Wizards               | Playoffs Dakota Wizards               | Playoffs Dakota Wizards               | 27        | 19       | .587 | 1995–2012 |
| Playoffs Santa Cruz Warriors          | Playoffs Santa Cruz Warriors          | Playoffs Santa Cruz Warriors          | Playoffs Santa Cruz Warriors          | 18        | 12       | .600 | 2012–presente |
| Playoffs                              | Playoffs                              | Playoffs                              | Playoffs                              | 45        | 31       | .595 | 1995–presente |

## Afiliaciones

### Dakota Wizards
- Chicago Bulls (2006–2007)
- Washington Wizards (2006–2011)
- Memphis Grizzlies (2007–2011)
- Golden State Warriors (2011–2012)

### Santa Cruz Warriors
- Golden State Warriors (2012–presente)